# 元祖あばれ寿司
『元祖あばれ寿司』（がんそあばれずし）は、日本テレビ系列局（一部を除く）で年に1回のペースで放送されていた料理バラエティ番組。日本テレビ系列のミヤギテレビ制作。

## 概要
日本の代表料理である寿司を世界に広げるというコンセプトのもとに、世界各地の食材を使って寿司を作ろうという番組。女将を森公美子（ミヤギテレビの放送エリアである宮城県出身）、料理人を森野熊八（2005年までは平野寿将）が務め、番組を仕切っていた。

## 放送履歴

### 2002年 元祖あばれ寿司握って握ってinイタリア
出演者
- 森公美子
- 平野寿将
- 藤崎奈々子
- 細川茂樹
- ドロンズ石本

### 2003年 元祖あばれ寿司握って握って東京大移動
出演者
- 森公美子
- 平野寿将
- 阿藤快
- 山川恵里佳
- ドロンズ石本

### 2004年 元祖あばれ寿司握って握ってinブルネイ
出演者
- 森公美子
- 平野寿将
- 原口あきまさ
- 早見優
- 矢沢心

### 2005年 元祖あばれ寿司握って握ってinモロッコ
出演者
- 森公美子
- 平野寿将
- 原口あきまさ
- 菊池麻衣子
- 三津谷葉子

### 2006年 元祖あばれ寿司握って握ってinパプアニューギニア
放送日時
2006年8月20日 15:00 - 16:25
出演者
- 森公美子
- 森野熊八
- 原口あきまさ
- 金子貴俊
- 小野真弓

### 2007年 元祖あばれ寿司握って握ってinスリランカ
放送日時
2007年8月12日 15:00 - 16:25
出演者
- 森公美子
- 森野熊八
- 原口あきまさ
- 長谷川理恵
- 星ひとみ

### 2008年 元祖あばれ寿司握って握ってinベルギー
放送日時
2008年9月6日 15:00 - 16:25
出演者
- 森公美子
- 原口あきまさ
- 細川茂樹
- マリエ

## スタッフ
- 演出 : 田口マサキ
- ディレクター:相樂大輔
- プロデューサー : 佐藤俊一
- 技術協力 : ビデオスクエア、オムニバス・ジャパン
- 制作協力 : アンメック
- 制作著作 : ミヤギテレビ

## ネット局
- ミヤギテレビ（制作局）
- 札幌テレビ
- 青森放送
- テレビ岩手
- 山形放送
- 福島中央テレビ
- 日本テレビ
- テレビ新潟
- テレビ信州
- 静岡第一テレビ
- テレビ金沢
- 中京テレビ
- 読売テレビ
- 日本海テレビ
- 広島テレビ
- 山口放送
- 西日本放送
- 南海放送
- 福岡放送
- 長崎国際テレビ
- くまもと県民テレビ
- 鹿児島読売テレビ

遅れネット局
- 秋田放送
- 福井放送

NNS加盟局が無い宮崎県と沖縄県では放送されなかった。また、NNSの中でも一部の局（山梨放送、北日本放送、四国放送、高知放送、テレビ大分）では放送されなかった。